# 第六次対仏大同盟
第六次対仏大同盟（だいろくじたいふつだいどうめい、英語: Sixth Coalition、1812年 - 1814年）は、ナポレオン1世のフランス帝国による覇権に挑戦するため、ヨーロッパ諸国が結成した同盟である。ロシア遠征で多大な損害を被ったフランス軍は、四方から迫る連合軍に圧倒され、ついにナポレオンは退位に追い込まれた。
第六次対仏大同盟における主要な戦いにはリュッツェンの戦い、バウツェンの戦い、ドレスデンの戦いが挙げられる。第六次対仏大同盟の最大の戦いであるライプツィヒの戦い（諸国民の戦いとして知られる）は第一次世界大戦以前ではヨーロッパの歴史で最も大規模な戦いであった。最終的にナポレオンはロシアとドイツから押し返され、彼の破滅の原因となった。ナポレオンの軍隊は再編成されたが、連合軍は1813年にはドイツからナポレオンを追い出し、1814年にはフランスに進攻した。連合軍は残存するフランス軍を打ち負かしてパリを占領し、ナポレオンに退位の調印をさせて追放した。連合国によってフランスの君主制が復活し、ブルボン家の継承者による復古王朝にフランスを支配させた。
しかしこれによってナポレオン戦争が終結したわけではなかった。ナポレオンはエルバ島での監禁から逃亡し、再びフランスにて権力の座についた。これによって1815年に第七次対仏大同盟が結成された（この時の支配は百日天下としても知られる）。

## ロシア遠征
1812年ナポレオンはアレクサンドル1世に大陸封鎖令を強いるためにロシアに進攻した。大陸軍は650,000名の兵士から構成されており、（およそ半分はフランス軍で残りは同盟国からの援軍であった）1812年6月23日にネマン川を渡った。ロシアは祖国戦争を宣言した一方、ナポレオンは第二次ポーランド戦争を宣言した。ポーランドはこの侵攻軍に100,000名の軍を送り、後にロシアと交渉する事を念頭に置いていた。しかしポーランド人の期待に反して、ナポレオンはポーランドにいかなる譲歩もしなかった。ロシア軍はボロジノの戦い(9月7日)まで、侵略者にとって有益なあらゆる物資を破壊しながら後退した。この戦いではフランスは戦術的に勝利したが、この戦いはどちらの陣営も決定的な戦果が出せなかった。この戦いの後ロシア軍は撤退し、モスクワへの道は開かれた。9月14日までにフランス軍はモスクワを占領したが、既にこの都市はもぬけの殻であった。アレクサンドル1世は降伏を拒絶したため、（しかし西ヨーロッパの基準ではほとんど戦争に敗北していた）フランス軍は食料と宿営地(モスクワの大部分は焼き払われていた)もほとんどない状態で、冬が近づく中モスクワを放棄して撤退した。
こうして壊滅的な撤退が開始され、この間に食料の不足のために兵士の脱走が相次ぎ、冬の厳しい寒さが増し、総司令官のミハイル・クトゥーゾフが率いるロシア軍と民兵による絶え間ない攻撃に晒された。大陸軍は戦闘と冬の寒さと飢えによって少なくとも370,000名を失い、200,000名が捕虜となった。11月までに27,000名の兵士のみが再びベレジナ川を渡ることが出来た。ナポレオンは軍をおいてパリに戻り、ロシアの進軍からポーランドを防衛する準備を始めた。この状況は当初思えたほど壊滅的な状況ではなかった。ロシア軍もまた400,000名の兵士を失い、軍は使い果たされていた、しかしロシア軍は補給線が短いため、フランスよりも早く軍を補充することができた。とりわけナポレオンの騎兵と馬車の損害は取替えが出来なかったため、補充に時間が必要だった。

## 同盟

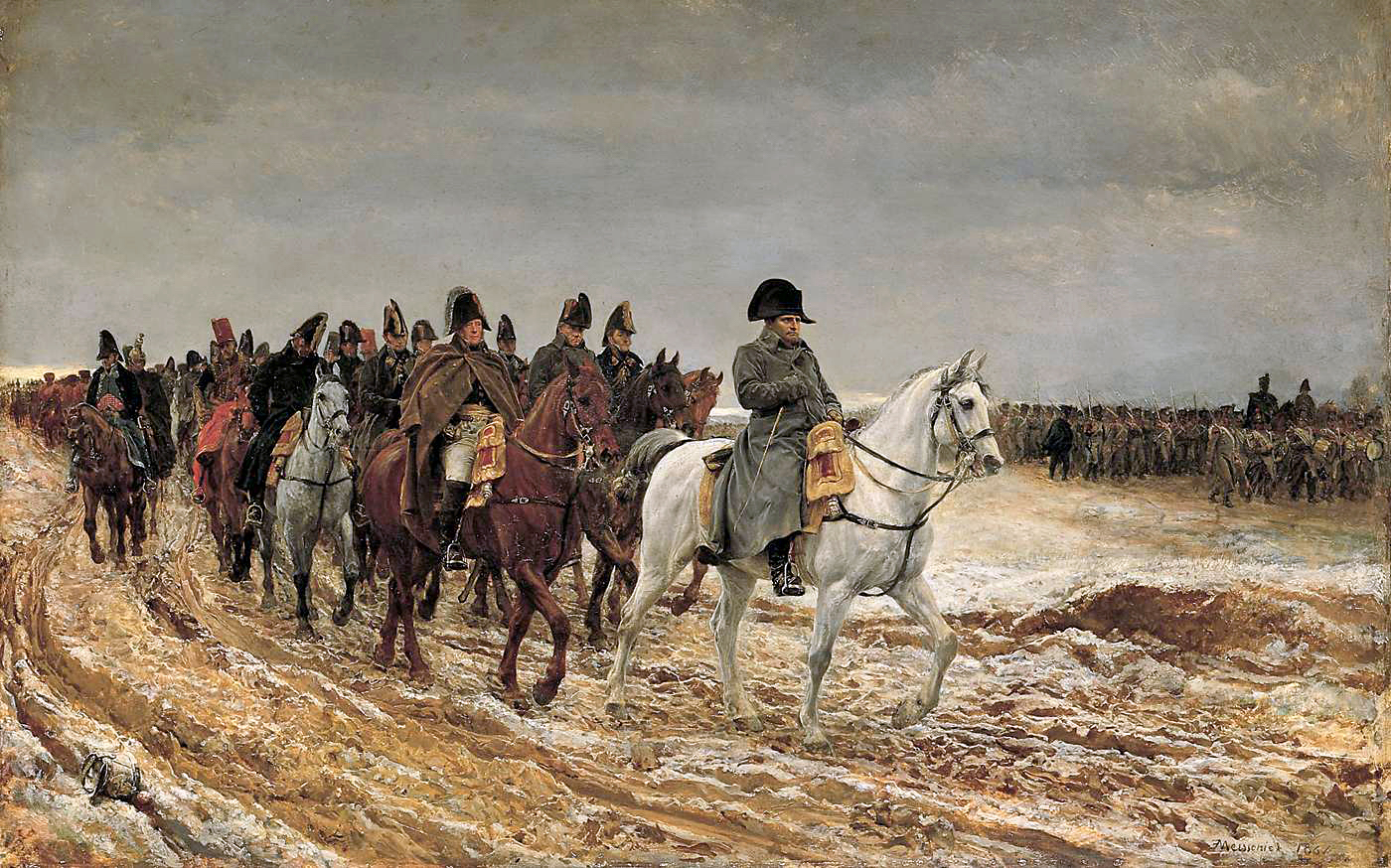
1814年のフランス戦役でのナポレオン

第六次対仏大同盟は、1812年のナポレオンによるロシア遠征の開始を契機として、イギリスとロシアの二国間で締結された同盟に始まる。ロシア遠征はフランス軍にとって致命的な損失を招いた。兵員37万が死亡し、20万が捕虜となったのである。半島戦争で傷ついたナポレオンの不敗神話はここに完全に崩れ落ち、フランスに支配されていた諸国は次々に離反していった。
1813年2月27日、プロイセンはフランスとの同盟を破棄して第六次対仏大同盟に参加した。8月にはオーストリア、スウェーデン、ライン同盟諸邦もこれに参加した。ここにイギリスを中心とした大同盟が結成され、フランスに対する総攻撃が開始された。
第六次対仏大同盟に参加した国家は以下のとおりである。
- グレートブリテンおよびアイルランド連合王国（イギリス）
- プロイセン王国
- ロシア帝国
- オーストリア帝国
- スウェーデン王国
- ライン同盟諸邦

## ドイツ・フランス戦役（1813年 - 1814年）

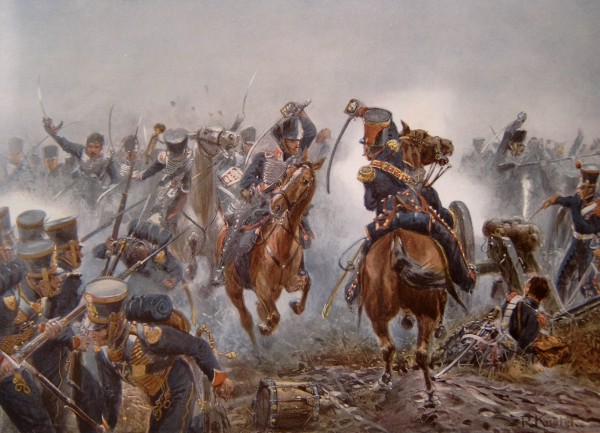
ライプツィヒの戦い

### プロイセンの参戦
1813年、ナポレオンは20万の新兵を徴募して、ロシア遠征で壊滅した軍隊を再建した。連合軍では、3月17日にプロイセンがフランスへ宣戦を布告し、旧領の奪回に乗り出した。4月28日にはロシアの将軍クトゥーゾフが病没し、代わってヴィトゲンシュテインが最高司令官となった。
5月2日、ライプツィヒ近郊のリュッツェンでヴィトゲンシュテイン指揮下のロシア軍がネイ軍団を奇襲する。ナポレオンは即座に反撃しこれを破ったが（リュッツェンの戦い）、ヴィトゲンシュテインは兵力を手際よく撤退させ、決定的勝利には至らなかった。ナポレオンはネイに兵力の半数を与えてロシア軍を2方面から追撃し、5月20日-21日、バウツェンの戦いでロシア・プロイセン連合軍に勝利したが、ネイの側面攻撃の開始が遅れたため、またも連合軍の撃滅には至らなかった。しかも、フランス軍も大きな損害を受けた。
6月4日、ナポレオンへ皇后マリー・ルイーズを嫁がせていたオーストリアの仲介で休戦協定が結ばれ、両軍とも兵力を再編した。

### デンマークの戦い
1813年12月、スウェーデン軍はホルシュタインのデンマーク軍を攻撃した。1813年12月7日、アンダース将軍はボルンヘーフェトにてデンマーク軍を破った。3日後デンマークの予備の軍団がゼーエシュテットにてスウェーデンに対して勝利を収めた。しかしデンマークの勝利は戦争の趨勢を変えるには至らなかった。
1814年1月14日、キール条約がスウェーデンとデンマーク・ノルウェーの間で締結された。この条約によってノルウェーはスウェーデンに割譲された。しかしノルウェーはこの取り決めを拒絶し、独立を宣言し、5月17日に新たな政府を樹立した。6月27日、スウェーデン軍はノルウェーに進攻した。短い戦いの後、8月14日にモス条約が締結された。
ノルウェーはスウェーデンと連合を組み、憲法と法令はそれぞれ別の国家として有するが、王と外交は2国で共有することに同意した。1814年11月4日、スウェーデン＝ノルウェーが正式に設立された。この時ノルウェーの議会が憲法を改正し、カール13世をノルウェーの王として選出した。

### 半島戦争
だがそのころスペインでもフランス軍は危機を迎えていた。ウェリントン公率いるイギリス・ポルトガル・スペイン連合軍は、各所でフランス軍を撃破し、フランス本土へと北上しつつあった。6月21日のビトリアの戦いではジョゼフ配下の65,000名のフランス軍は53,000名のイギリス軍、27,000名のポルトガル軍、19,000名のスペイン軍に敗北した。ウェリントンは追撃し、サン・セバスティアンからフランスを追い出した。サン・セバスティアンこの時既に略奪され、焼かれていた。
連合軍は撤退するフランスを追撃し、7月の初旬にピレネーで追いついた。スールトはフランス軍を指揮する権限が与えられ、反攻を開始し、連合国はマヤの戦いとロンセスバーリェスの戦いで2度敗北した。しかしスールトは更にイギリス、ポルトガル連合軍が守っている場所を攻撃して、勢いを失い、7月28日、30日のソリーユレンの戦いで連合国が勝利した後、ついに逃走した。
ピレネーの戦いでウェリントンが補給線を超えて戦闘を行ったか、最小限の機動でフランス軍に打撃を与えて追撃した事で戦いに勝利した。
10月7日、ウェリントンがドイツで再度対仏感情が悪化したニュースを受け取った時、対仏同盟軍はついにビダソア川の浅瀬を渡り、フランスに入った。12月11日、包囲下で絶望的な状態であったナポレオンはスペインと個別にヴァランセ条約を結ぶことに同意した。この条約ではフェルナンド7世をスペイン王と承認する代わりに完全な休戦を求めた。しかしスペイン人はもはやナポレオンを信用する気は毛頭無く、フランスでの戦闘を続行した。

### オーストリアの参戦
7月にはスウェーデンも対仏大同盟に参加した。7月29日、プラハで講和会議が開催されたが、両軍とも譲歩の意思はなく決裂した。8月10日に休戦期間は終了し、8月11日、オーストリアもフランスへ宣戦した。休戦期間中にフランス軍は30万を集結させたが、連合軍の兵力は45万を超え、各戦線でフランス軍への攻撃を開始した。
ロシア・オーストリア・プロイセン・スウェーデン連合軍はトラッヘンベルク・プランを採用し、ナポレオン本隊との正面衝突を避け、部下の部隊との会戦を志向する戦略を取った。北方では、ベルナドット率いるスウェーデン軍が、8月23日のグロースベーレンの戦いで、ベルリン攻撃に向かっていたウディノ軍団に勝利。さらに、9月6日にはデネヴィッツの戦いで、ウディノ軍団と交代したネイ軍団を破った。東方では、ブリュッヘル率いるプロイセン軍が、8月26日のカッツバッハの戦いでマクドナル軍団に勝利した。
南方では、シュヴァルツェンベルク率いるオーストリア・ロシア連合軍が、ザクセン王国の首都ドレスデンを守るサン＝シール軍団を攻撃した。これにはナポレオンが増援に駆けつけ、8月26日-27日のドレスデンの戦いとなった。この戦いはフランス軍が勝利したが、オーストリア・ロシア連合軍を追撃したヴァンダムは、クルムの戦い（8月29日 - 8月30日）で逆に包囲され、ヴァンダム本人を含む7,000が捕虜となった。こうしてフランス軍は消耗してゆき、兵力差はますます拡大していった。さらに、10月にはフランスの長年の同盟国であったバイエルン王国までもが離反した。

### 諸国民の戦い
追い込まれたナポレオンは西方へ撤退し、主力をライプツィヒに集結させた。連合軍がこれに決戦を挑み、1813年10月16日-19日のライプツィヒの戦い（諸国民の戦い）が開始された。この戦いはナポレオン戦争における最大の戦闘となった。19万のフランス軍に対して36万の連合軍が包囲攻撃をかけ、フランス軍は2倍の兵力差の前に圧倒された。18日にはザクセン王国軍の一部も離反し、19日にナポレオンは撤退を余儀なくされた。撤退の過程でポニャトフスキが戦死したほか、フランス軍は戦死4万、捕虜3万を出して敗走した。このドイツを中心とした戦役を、現在ドイツでは「解放戦争」と呼称している。

### 1814年フランス戦役

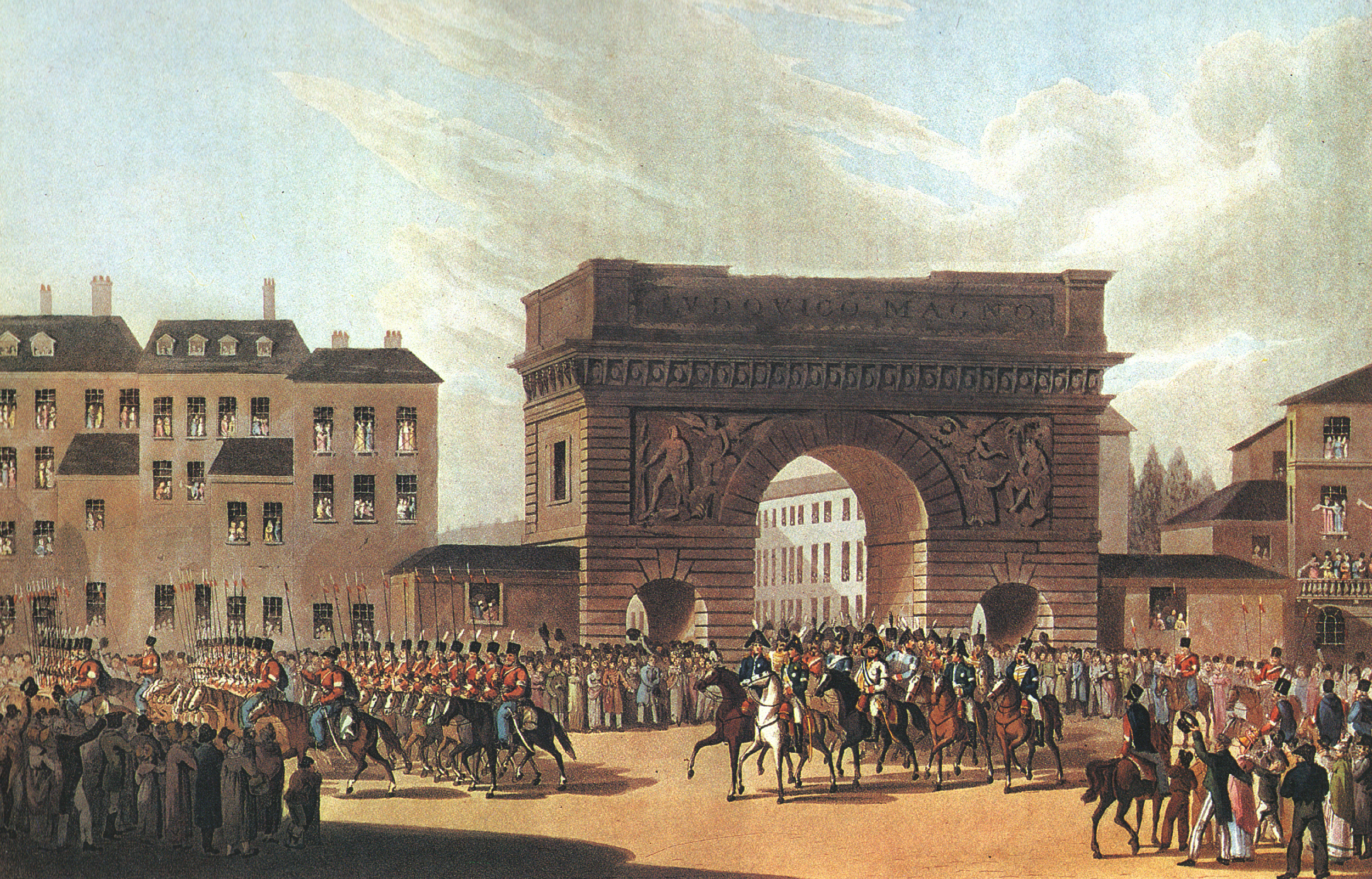
パリに入城するロシア軍

フランス軍はドイツからの撤退を余儀なくされた。東からはロシア軍、オーストリア軍、プロイセン軍、スウェーデン軍が殺到し、南からはスペインを制圧したイギリス軍がピレネー山脈を越えた。フランス軍は着実に追い込まれていった。1813年12月2日に連合軍がアムステルダムへ入城し、12月21日にはシュワルツェンベルク軍がライン川を渡河した。1814年1月19日にはブルゴーニュ地方のディジョンが陥落した。
ナポレオンは、「マリー・ルイーズ兵」と揶揄された未熟練の若い新兵たちを率いて、局地的な戦闘でたびたび勝利を収めた。例えば、2月10日から14日にかけての六日間の戦役と呼ばれる戦いは、ナポレオンの戦歴の中で最高の作戦であったと評価する見方も多い。ナポレオンは、シャンパーニュへ侵攻した10万のブリュッヘル軍に対して、4万の兵力をもって機動作戦を展開し、これを打ち破っている。
3月9日、イギリスの主導により同盟諸国はショーモン条約を締結し、1791年当時の国境の回復を条件に停戦を提案したが、ナポレオンは拒否した。しかし、大局的な劣勢は覆しようもなかった。ナポレオンは最後の抵抗を試みたものの、圧倒的な兵力差の前に、アルシー・シュール・オーブの戦いなどで敗北した。3月30日に連合軍は首都パリへの攻撃を開始した。パリ防衛の任にあたっていたマルモンは降伏し、翌31日、連合軍はパリに入城した。タレーラン＝ペリゴールを中心とするフランス臨時政府は停戦のためにナポレオンの退位を決議した。4月11日、ナポレオンはついに退位、降伏条件としてフォンテーヌブロー条約が締結された。続けて1814年5月30日にイギリスを含む列強とフランスの間でパリ条約が締結された。連合国の指導者はウィーン会議（1814年9月から1815年6月）が開催される前の6月にイギリスの平和祝典に参加した。ウィーン会議ではヨーロッパの国境が引き直された。

## 戦後処理

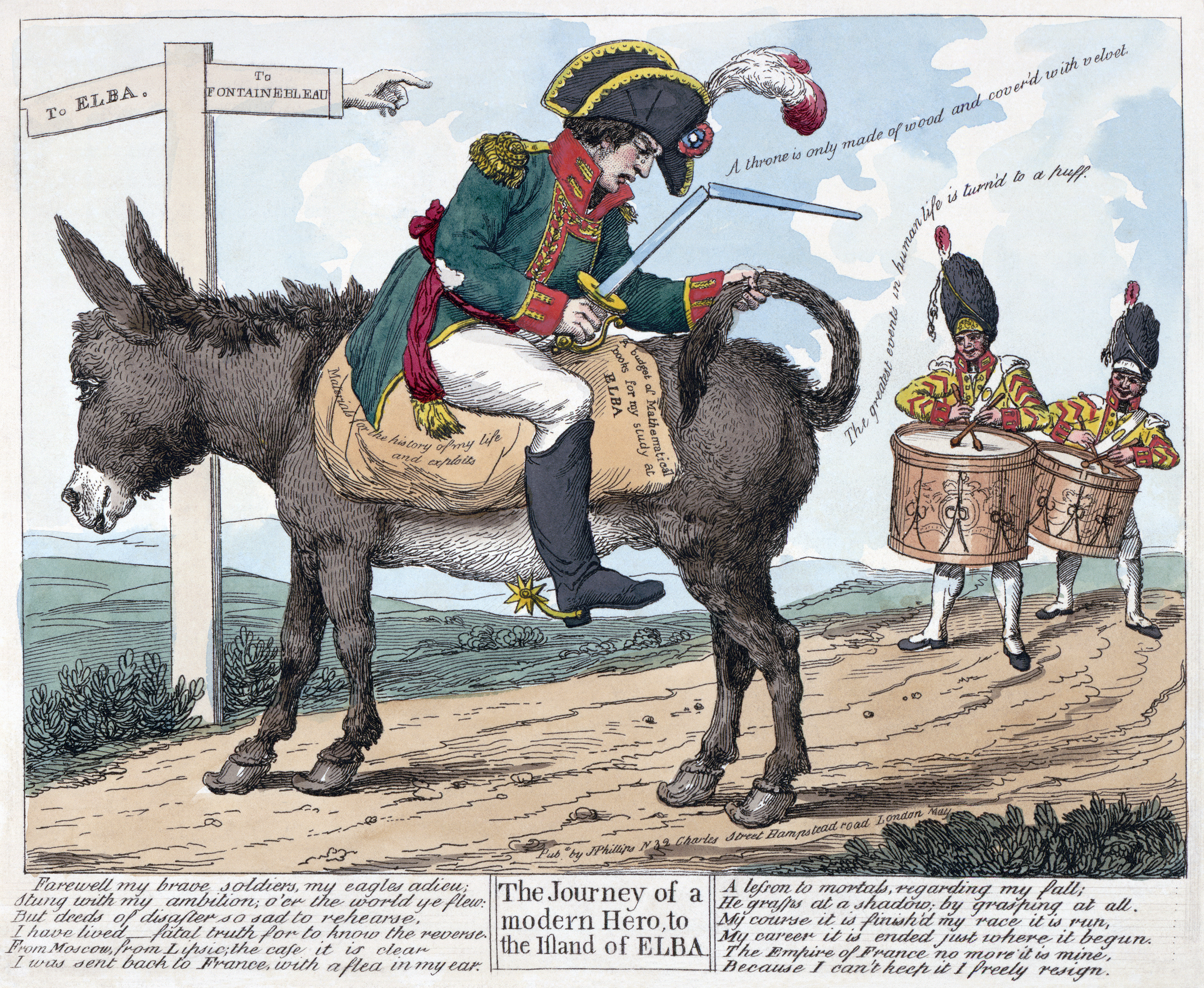
1814年、イギリスのエングレービングで描かれたナポレオンのエルバ島への追放

戦役の結果、ナポレオンは敗北して1814年5月4日にエルバ島の小領主として追放された。ベルナドットは、フランス君主の後継者の地位を狙ったが、対仏大同盟諸国はこれを承認しなかった。最終的に、フランス上院の議決により、フランス革命以来亡命していたブルボン家のルイ18世が帰還して即位し、王政復古がなされた。
ロシア遠征からフランス戦役に至る最終局面において、250万人の兵員が戦争に参加し、うち200万人が死亡したとされる（ロシアだけで100万人という）。スモレンスクの戦い、ボロジノの戦い、ドレスデンの戦い、ライプツィヒの戦いはナポレオン戦争中でも特に規模の大きい戦いであった。以降、第一次世界大戦まで西欧でこれほど大規模な戦いが連続して行われることはなかった。